# 1455
1455 (MCDLV) a fost un an comun al calendarului iulian, care a început într-o zi de miercuri.

## Evenimente
- 1455-1485. Războiul celor Două Roze. Serie de războaie civile dinastice între casele de Lancaster și York, pentru tronul Angliei.

## Arte, Știință, Literatură și Filozofie
- Gutenberg finalizează de tipărit o Biblie, inaugurând era matriței mobile⁠(d).

## Nașteri
- 3 martie: Ioan al II-lea al Portugaliei  (d. 1495)
- dată necunoscută: Josquin des Prés compozitor belgian (d. 1521)
- 2 februarie: Ioan al Danemarcei, Norvegiei și Suediei rege al Danemarcei (d. 1513)
- 29 ianuarie: Johann Reuchlin  (d. 1522)
- dată necunoscută: Sofia Palaiologhina  (d. 1503)
- 3 martie: Ascanio Sforza preot spaniol (d. 1505)
- 3 martie: Filipa Moniz Perestrelo exploratoare portugheză (d. 1485)
- dată necunoscută: Jan Joest van Calcar  (d. 1519)
- dată necunoscută: Hans von Gersdorff  (d. 1529)

## Decese
- 24 martie: Papa Nicolae al V-lea  (n. 1397)
- 18 februarie: Fra Angelico  (n. 1400)
- 1 decembrie: Lorenzo Ghiberti arhitect și sculptor italian (n. 1378)
- dată necunoscută: Pisanello  (n. 1395)
- 2 decembrie: Isabella de Coimbra  (n. 1432)
- dată necunoscută: Elisabeta de Celje  (n. 1441)
- 25 mai: Alexăndrel domn al Moldovei (n. 1429)